# Leuctra pseudocylindrica
Leuctra pseudocylindrica är en bäcksländeart som beskrevs av Raymond Justin Marie Despax 1929. Leuctra pseudocylindrica ingår i släktet Leuctra och familjen smalbäcksländor. Inga underarter finns listade i Catalogue of Life.